# Kristian Poulsen
Kristian Poulsen (ur. 18 listopada 1975 we Flensburgu) – duński kierowca wyścigowy. Obecnie jeździ w zespole Aston Martin Racing w serii FIA World Endurance Championship.

## Kariera
Kristian Poulsen karierę wyścigową rozpoczął w 1985 w kartingu, gdzie jeździł do 1993 włącznie. W latach 1996–2004 jeździł w Rajdowych Mistrzostwach Danii, w których ostatni sezon ukończył na 11 miejscu. W latach 1998–2003 rywalizował także w Rajdowych Mistrzostwach Europy, a w 2006 został wicemistrzem Rajdowych Mistrzostw Niemiec. W 2007 przeniósł się z samochodów rajdowych do turystycznych debiutując w Danish Touringcar Championship we własnym zespole Poulsen Motorsport. Pierwszy sezon ukończył na 18 pozycji z dorobkiem 89 punktów, rok później w klasyfikacji generalnej awansował na 11 miejsce ze 136 punktami na koncie. Jednocześnie obok DTC startował w European Touring Car Cup zajmując w 2007 3, a w 2008 6 miejsce. W 2008 zaliczył także starty w drugiej połowie sezonu w World Touring Car Championship, a w 2009 wziął udział w pełnym sezonie WTCC w zespole Liqui Moly Team Engstler, jednak bez sukcesów. W tym samym roku wystartował również w 24h Le Mans i odniósł zwycięstwo w klasie LMP2 razem z Casperem Elgaardem i Emmanuelem Collardem w Porsche RS Spyder Evo zespołu Team Essex. W 2010 w WTCC przeniósł się do własnego zespołu Poulsen Motorsport i ukończył sezon na 14 pozycji z dorobkiem 20 punktów. W 2011 powrócił do Liqui Moly Team Engstler i jego najlepszy uzyskany wynik to 3 miejsce w drugim wyścigu na torze Autodromo Nazionale di Monza. Sezon ten ukończył na 7 miejscu z 112 punktami na koncie i jednocześnie zdobył tytuł mistrzowski w klasyfikacji kierowców niezależnych.

## Wyniki w WTCC
| Legenda oznaczeń w tabelach wyników Wyświetl szablon na nowej stronie | Legenda oznaczeń w tabelach wyników Wyświetl szablon na nowej stronie                                                                     |
| Oznaczenie                                                            | Wyjaśnienie |
| --------------------------------------------------------------------- | --- |
| Złoty                                                                 | Zwycięzca lub mistrzostwo |
| Srebrny                                                               | 2. miejsce lub wicemistrzostwo |
| Brązowy                                                               | 3. miejsce lub II wicemistrzostwo |
| Zielony                                                               | Ukończył, punktował (w klasyfikacji generalnej, gdy zdobył co najmniej jeden punkt na przestrzeni sezonu, poza trzema powyższymi opcjami) |
| Niebieski                                                             | Ukończył, nie punktował (w klasyfikacji generalnej, gdy nie zdobył co najmniej jednego punktu na przestrzeni sezonu)                      |
| Czerwony                                                              | Nie zakwalifikował się (NZ) |
| Czerwony                                                              | Nie prekwalifikował się (NPK) |
| Różowy                                                                | Nie ukończył (NU) |
| Różowy                                                                | Niesklasyfikowany (NS) (w klasyfikacji generalnej, gdy nie został sklasyfikowany w żadnym wyścigu sezonu)                                 |
| Czarny                                                                | Zdyskwalifikowany (DK) |
| Czarny                                                                | Wykluczony (WYK/EX) |
| Biały                                                                 | Nie wystartował (NW) |
| Biały                                                                 | Kontuzjowany (K/INJ) |
| Biały                                                                 | Wyścig odwołany (OD/C) |
| Bez koloru                                                            | Został wycofany (WYC/WD) |
| Bez koloru                                                            | Nie przybył (NP/DNA) |
| Bez koloru                                                            | Nie brał udziału w treningach (NT/DNP) |
| Bez koloru                                                            | Nie został zgłoszony (–) |
| Pogrubienie                                                           | Start z pole position |
| Kursywa                                                               | Najszybsze okrążenie wyścigu |
| †                                                                     | Nie ukończył, ale jego rezultat został zaliczony ze względu na przejechanie więcej niż 90% dystansu wyścigu.                              |
| *                                                                     | Sezon w trakcie |
| 1/2/3                                                                 | Punktowana pozycja w sprincie kwalifikacyjnym                                                                                             |
| Lista systemów punktacji Formuły 1                                    | |

| Sezon | Zespół                   | Samochód   | 1   | 1   | 2   | 2   | 3   | 3   | 4   | 4   | 5   | 5   | 6   | 6   | 7   | 7   | 8   | 8   | 9   | 9   | 10  | 10  | 11  | 11  | 12  | 12  | Pozycja | Punkty |
| 2008  | Poulsen Motorsport       | BMW 320si  | BRA | BRA | MEX | MEX | ESP | ESP | FRA | FRA | CZE | CZE | POR | POR | GBR | GBR | GER | GER | EUR | EUR |     |     |     |     |     |     | 29      | 0      |
| ----- | ------------------------ | ---------- | --- | --- | --- | --- | --- | --- | --- | --- | --- | --- | --- | --- | --- | --- | --- | --- | --- | --- | --- | --- | --- | --- | --- | --- | ------- | ------ |
| 2008  | Poulsen Motorsport       | BMW 320si  |     |     |     |     |     |     |     |     |     |     | 14  | 22  | 15  | 17  | 18  | 14  |     |     |     |     |     |     |     |     | 29      | 0      |
| 2008  | Wiechers-Sport           | BMW 320si  |     |     |     |     |     |     |     |     |     |     |     |     |     |     |     |     |     |     | ITA | ITA | JPN | JPN | MAC | MAC | 29      | 0      |
| 2008  | Wiechers-Sport           | BMW 320si  |     |     |     |     |     |     |     |     |     |     |     |     |     |     |     |     |     |     | 23  | 15  |     |     |     |     | 29      | 0      |
| 2009  | Liqui Moly Team Engstler | BMW 320si  | BRA | BRA | MEX | MEX | MAR | MAR | FRA | FRA | ESP | ESP | CZE | CZE | POR | POR | GBR | GBR | GER | GER | ITA | ITA | JPN | JPN | MAC | MAC | 23      | 0      |
| 2009  | Liqui Moly Team Engstler | BMW 320si  | 20  | 18  | NU  | NU  | NU  | NU  | 15  | 10  | NU  | 20  | NU  | 21  | 17  | 16  | 20  | NU  | 12  | 22  | 16  | 19  | 19  | NU  | 17  | NU  | 23      | 0      |
| 2010  | Poulsen Motorsport       | BMW 320si  | BRA | BRA | MAR | MAR | ITA | ITA | BEL | BEL | POR | POR | GBR | GBR | CZE | CZE | GER | GER | ESP | ESP | JPN | JPN | MAC | MAC |     |     | 14      | 20     |
| 2010  | Poulsen Motorsport       | BMW 320si  |     |     |     |     | NU  | 15  | 11  | 11  | 11  | NU  | 23  | NU  | 8   | 19  | 9   | 6   | 12  | 10  | 15  | 11  | 8   | NU  |     |     | 14      | 20     |
| 2011  | Liqui Moly Team Engstler | BMW 320 TC | BRA | BRA | BEL | BEL | ITA | ITA | HUN | HUN | CZE | CZE | POR | POR | GBR | GBR | GER | GER | ESP | ESP | JPN | JPN | CHN | CHN | MAC | MAC | 7       | 112    |
| 2011  | Liqui Moly Team Engstler | BMW 320 TC | 5   | 14  | 6   | NU  | 6   | 3   | 9   | NU  | 5   | 8   | 14  | 19  | 9   | 17  | 13  | NU  | 4   | 5   | 5   | 10  | 6   | 7   | 7   | 13  | 7       | 112    |